# Bogohl 1
Bombengeschwader der Obersten Heeresleitung Nr. 1 - Bogohl 1 – jednostka lotnictwa niemieckiego Luftstreitkräfte z okresu I wojny światowej. Pierwszy dywizjon bombowy. 

## Informacje ogólne
Jednostka została utworzona formalnie w 4 kwietnia 1918 roku w wyniku reorganizacji Kagohl 1. Dowódcą jednostki został mianowany Alfred Keller. Jednostka została utworzona jako jednostka bombowa i składała się z trzech eskadr Bomberstaffel 1, Bomberstaffel 2, Bomberstaffel 3. Jednostka brała udział w dużych nalotach na Paryż w 1917 i 1918 roku. Np. 11 marca dwie eskadry dywizjonu, Bosta 1 i Bosta 2, brały udział wraz z Bomberstaffel 5 z Bogohl 5 oraz Bomberstaffel 7 z Bogohl 6 w ataku ponad 70 samolotów na stolicę Francji. Na wyposażeniu jednostki były m.in. samoloty bombowe Friedrichshafen G.III